# Oxysarcodexia amorosa
Oxysarcodexia amorosa är en tvåvingeart som först beskrevs av Ignaz Rudolph Schiner 1868.  Oxysarcodexia amorosa ingår i släktet Oxysarcodexia och familjen köttflugor. Inga underarter finns listade i Catalogue of Life.